# Phytobia brincki
Phytobia brincki este o specie de muște din genul Phytobia, familia Agromyzidae, descrisă de Spencer în anul 1965. Conform Catalogue of Life specia Phytobia brincki nu are subspecii cunoscute.